# Canadian Stampede Wrestling
Stampede Wrestling är en kanadensisk wrestlingföretag startat av Stu Hart. Det har sin bas i och omkring Calgary.
Tillsammans med Stu Harts wrestlingskola The Dungeon har Stampede fostrat några av 80- och 90-talets största wrestlingstjärnor. André the Giant och Bret Hart är förmodligen de mest kända, men hela den stora familjen Hart har tränat och arbetat där.
Stampede driver också en egen 'hall of fame, öppen för alla som arbetat i bolaget.